# 스탠 뮤지얼
스탠리 ("스탠") 프랭크 뮤지얼(Stanley ("Stan") Frank Musial, 1920년 9월 21일 ~ 2013년 1월 19일)은 전 미국의 야구 선수로 1941년부터 1963년까지 22개의 시즌 동안 오직 메이저 리그 베이스볼 세인트루이스 카디널스에서 활약하였으며, 카디널스 팀 역사상 최고의 선수 중 하나이다. 자신의 경력 동안에 뮤지얼은 3회의 월드 시리즈 (1942, 1944, 1946)를 우승하고, 19회의 내셔널 리그 올스타에 선정되고, 3회의 내셔널 리그 MVP로 임명되었다.

## 어린 시절과 경력
스타니스와프 프란치셰크 무시아우(폴란드어: Stanisław Franciszek Musiał)란 본명으로 펜실베이니아주 오노라에서 태어났다. 그의 부친 루카시는 도노라에 있는 제재소의 해운부에서 근무한 폴란드 이민자였고, 모친 메리 란초스는 체코슬로바키아 이민자의 딸이었다. 뮤지얼 부부는 스탠리가 태어나기 전에 4명의 딸을 두었고, 후에 마이너 리그에서 활약한 다른 아들 에드를 두었다.
뮤지얼은 이른 나이에 세미프로 야구를 한 이웃에 의하여 신이 나 야구를 시작하였다. 자연적으로 왼손 잡이 던지기와 타자인 뮤지얼은 자신이 도노라 아연 공장 회사 팀을 위하여 활약하는 동안 자신의 타구 실력들에서 중요한 세련을 만들었다. 그들의 홈 구장은 손수레 트랙을 뒤로 짧은 외야수 울타리를 가졌고 뮤지얼은 반대의 필드로 칠 수있도록 자신의 스트라이크를 도입하였다.
뮤지얼의 배트와 숙련은 자신의 강력한 투구 팔에 의하여 자신의 13년 동안에 무색하게 되었다. 그는 매우 빠르게 던졌으나 그의 투구는 세련되지 않았다. 호너스 와그너의 피츠버그 파이리츠는 뮤지얼에 아무 흥미를 보이지 않았으나 세인트루이스 카디널스는 보였다고 한다. 카디널스의 소유자 브랜치 리키는 광범위한 스카우팅 시스템을 개발하였다.
1937년부터 1938년까지의 겨울 동안 자신이 도노라 고등학교를 위하여 활약한 후, 카디널스와 프로 계약을 맺은 후 졸업하기 전에 학교를 떠났다. 카디널스는 마이너 리그의 최저 수준 클래스 D 마운틴 리그에서 웨스트버지니아주 윌리엄스로 그를 선임하였다. 거기서 뮤지얼은 1938년과 1939년 시즌을 보냈고 아무에게도 인상을 주지 못했다. 그의 강한 팔은 변덕스러웠고 윌리엄슨의 감독 해리슨 위켈은 뮤지얼이 자신이 지금까지 본 가장 난폭한 투수였다고 보고하였다. 1939년 뮤지얼은 91개의 이닝에서 89명의 타자들을 1루로 나가게 하였다.
위켈은 뮤지얼이 나오기를 추천하였으나 뮤지얼을 위하여 다행이도 윌리엄슨의 외야수가 부상을 당하고 그는 일상 타자로서 강요하였다. 그는 자신의 경력을 건진 .352점을 타격하였다. 다음 시즌 카디널스는 뮤지얼을 또다른 클래스 D 리그인 플로리다 주립 리그의 데이토나비치로 보냈다. 데니토나비치를 위하여 그는 자신의 투구 출발들 사이에 투수와 외야수를 맡았다. 하나의 경기가 열리는 동안 중견수로 활약한 뮤지얼은 다이빙 포구를 이루는 데 시도하고 자신의 왼쪽 어깨에 부상을 입었다. 그 일은 거의 그의 투수 경력을 끝냈으나 그의 타구 평균 .311은 그에게 2번째 기회를 주는 데 카디널스로 자극이 되었다.

## 프로 경력

### 3회의 월드 시리즈 우승
1941년 뮤지얼은 자신의 뒤떨어진 경력을 돌려 단 하나의 주목할 만한 시즌의 코스가 있는 동안 낮은 마이너에서 메이저 리그로 떠올랐다. 그해를 시작으로 카디너르는 그를 하나의 수준을 미주리주 스프링필드에서 클래스 C 제2군 팀으로 승진시켰다. 거기서 87개의 경기들에서 그는 26개의 홈런을 치고 .379점을 타구하였다. 그 일은 뮤지얼이 54개의 경기들에서 .326점을 안타한 클래스 B 카디널스의 제2군 팀 뉴욕주 로체스터로 미드시즌의 승진을 얻었다. 9월 뮤지얼은 카디널스로 소집되어 자신의 12개의 경기의 일정 기간에 더블헤더에서 6개의 안타를 얻고 자신이 .426점을 타구한 즉시의 감동이었다.
1942년의 카디널스는 뮤지얼 같이 젊고 서투른 선수들을 가졌다. 그들은 시골 출신을 포함한 많은 젊은이들을 포함한 느슨하고 근심없는 동아리였으며 전부 리키의 믿을 수 있는 스카우팅 망상 조직이었다. 카디널스는 내셔널 리그를 통한 자신들의 길을 만족스러워 하면서 자신들의 52개의 43개를 포함하여 106개의 경기를 우승하여 모두를 놀라게 하였다. 월드 시리즈에서 뉴욕 양키스가 거대한 우승 후보였으나, 뮤지얼이 .222점 만을 안타하였어도 5개의 경기들에서 카디널스는 양키스를 휩쓸었다.
뮤지얼의 안타에 의하여 지도된 카디널스는 1943년 카디널스는 도 다시 내셔널 리그 페넌트를 우승하여 그의 7개의 리그 타구 챔피언십의 첫 경기를 우승하는 데 .357점을 안타하였다.
그는 또한 장타율 (.562), 출루율 (.425), 안타 (220), 2루타 (48)와 3루타 (20)에서 리그를 이끌기도 하였고 내셔널 리그에서 MVP로 선정되었다. 월드 시리즈에서 양키스는 역전시키며 카디널스를 꺾었다. 이어진 해에 뮤지얼은 .347점을 안타하고 출루율과 장타율, 안타 (197)와 2루타 (51)에서 리그를 이끌었다. 카디널스는 자신들의 3연속 리그 페넌트를 우승하고, 월드 시리즈에서 뮤지얼이 시리즈에서 .304점을 안타하면서 세인트루이스 브라운스를 꺾었다.
1945년 뮤지얼은 해군에 징병되어 입대하였으나 전투 복무로부터 구원되었다. 그는 하와이의 진주만에서 선박 수리 단위에 기계공으로 근무하였고 매일 오후 다른 군인들을 환대하는 데 야구를 하였다고 한다. 뮤지얼이 없던 카디널스는 그해에 내셔널 리그 2위를 하였다.
제2차 세계 대전이 끝나면서 뮤지얼은 1946년 복귀하여 다른 페넌트에서 카디널스를 이끌었다. 카디널스는 뮤지얼의 첫 4개의 전임적인 시즌들의 각각 시즌에서 1위를 하였으나 그의 장기적 경력을 통하여 다시는 하지 못하였다. 그는 .365의 평균과 함께 타구에서 리그를 다시 이끌고 또한 장타율, 안타 (228), 득점 (124), 2루타 (50)와 3루타 (20)에서 리그를 정상에 놓았다. 능력이 있었으나 극적인 외야수가 아닌 뮤지얼은 좌익수에서 1루수로 옮겨졌고, 자신의 새로운 위치에서 자신의 경기들의 대부분을 활약하였다. 월드 시리즈에서 카디널스는 보스턴 레드삭스를 향하였고, 각 리그의 최고 타자 - 뮤지얼과 테드 윌리엄스 사이의 대결의 특색을 지은 균형을 이루었다. .200점을 타구한 윌리엄스나 .222점을 타구한 뮤지얼이나 아무도 시리즈에서 많은 안타를 치지 않았으나 카디널스는 7개의 경기들에서 시리즈를 우승하였다. 그 시리즈는 뮤지얼의 마지막 월드 시리즈 출연이었다.

### 스탠 더 맨

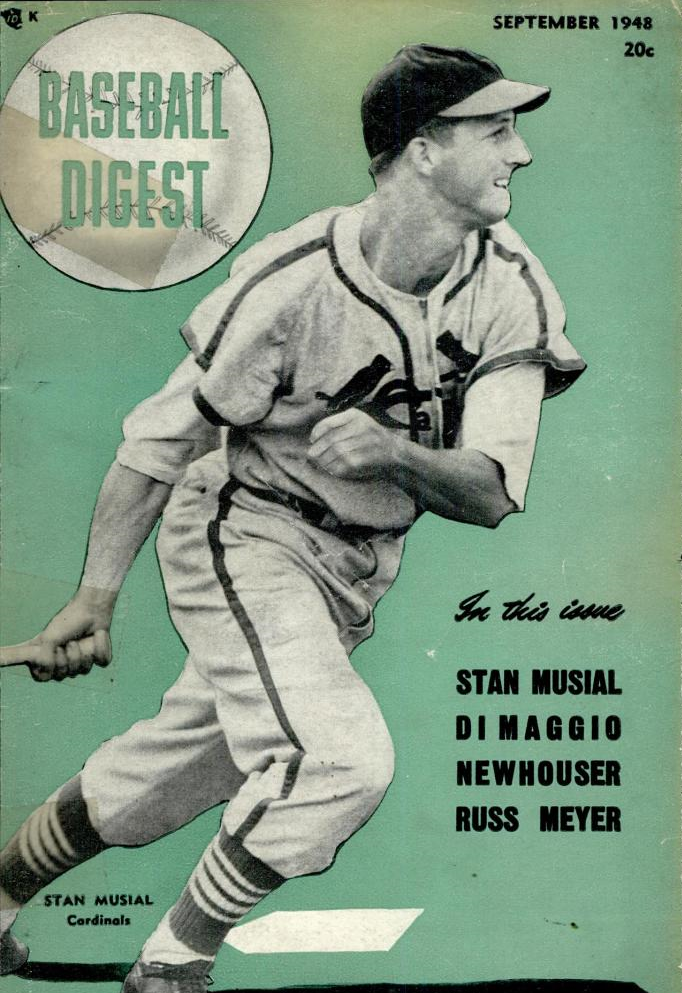
1948년 9월 베이스볼 다이제스트의 표지에 나온 뮤지얼

뮤지얼은 출루에 득점자들과 함께 자신이 타자로 나올 때 브루클린 다저스의 팬들이 "오, 저런! 여기 저 남자가 또 오네. (Oh, no! Here comes that man again.)"이라고 소리칠 때 그들로부터 "스탠 더 맨(Stan the Man)"이란 별명을 얻었다. 뮤지얼은 속구를 마음껏 즐기고 항상 그 중에 하나가 올때 아는 것으로 보였다. 그러나 자신의 초기 경력에 투수들은 그에게 파괴적 투구를 던졌고, 그는 그들에게 어떻게 안타를 치는 것을 배웠다.
뮤지얼은 강타자같이 보이지 않았다. 그는 타자의 박스의 뒷줄로 자신의 왼쪽 발을 파고 넣고, 과감하게 가까운 자세에서 몸을 구부렸다. 그는 마지막 가능한 순간까지 자신의 방망이를 쥐고, 그러고나서 타래송곳 같이 풀면서 자신이 오히려 이용하기를 좋아한 빠르게 얇게 다루고 가벼운 방망이들과 함께 공을 갈겼다. 그는 반대편의 필드로 자신의 많은 안타들을 쳤으나 수비에서 불가능이었다. 그는 스트라이크아웃으로 매우 완고한 선수였으며, 그는 하나의 시즌에 40보다 더 많은 스트라이크아웃을 전혀 가지지 않았고 자신의 경력을 위하여 모든 158개의 타석을 위하여 1개의 스트라이크아웃을 평균하였다. 자신이 강력한 타자가 아니었어도 그는 자신의 거창한 직구들이 가끔 울타리들을 넘는 이유로 475개의 경력 홈런과 끝났다. 그는 투구의 여러 타입에 마구 즐기고 항상 타자의 상자에 들어가기 전에 정신적과 체력적으로 안심하였다.
1947년 뮤지얼은 .312의 평균으로 미끄러지며 첫 루에 활약하는 데 전체의 한해를 보냈다. 그 일은 자신이 아무 방어적 부문에서 리그를 이끄는 데 실패한 자신의 첫 12개의 전임적 시즌들 동안 단 하나였다. 1948년 뮤지얼은 좌익수로 다시 돌아와 자신의 최고 시즌을 가졌다. 그는 230개의 안타, 46개의 2루타, 18개의 3루타, 131개의 타점, .376점의 타구 평균, .450의 출루율과 .702의 장타율과 함께 리그를 이끌었다. 이 일들은 2루타와 3루타를 제외한 그의 경력 최고의 특정들이었다. 그것은 야구 역사상 가장 지배적인 시즌들 중의 하나였고 리그의 지도자 조니 마이즈보다 하나 짧은 39개의 홈런을 포함한다. 뮤지얼은 필라델피아의 샤아브 파크에서 자신의 맹타들의 하나가 스피커를 칠 때 가져가진 홈런을 가졌으며, 필드에 다시 튀어오르고 2루타로 내려졌다. 경연이 열리기 전에 비가 내려진 경기에서 또 하나의 홈런이 와 또한 세어지지 않았다. 자신의 성취들의 인정에서 그는 3번째로 리그의 MVP로 임명되었다.

### 야구 대사
1949년 뮤지얼은 세인트루이스에서 자신의 레스토랑을 열었다. 몇년에 그는 도시의 가장 두드러진 인물들 중의 하나가 되었고 자신의 선수 경력이 끝난 후, 뛰어난 시민으로 남아있으려 하였다. 정통적으로 조용하고 선수로서 논쟁을 피하고 공동적 전망으로부터 떨어져 다녔다. 그는 다시는 경기의 밖으로 던져지지 않았다. 그러나 카디널스가 그의 샐러리를 계속 내리는 데 그의 태평스러운 자연의 장점을 택하려고 하였으며 그는 봄 훈련이 있는 동안 몇몇의 저항들을 공개하면서 다시 싸웠다. 그 날들에 선수들을 팀들로 종신적으로 결합시키려 한 보호적인 조항에 의하여 그들이 튀어 오르면서 그 일은 무장의 선수들 만이 자신들의 샐러리에 수단을 써야했던 일이었다.
제2차 세계 대전 이후의 시기에 많은 프랜차이즈 선수들은 자신들의 전체 경력들을 위하여 팀들과 머물렀다. 이 많은 매우 충실한 선수들은 대중매체의 스포트라이트로부터 떨어져 미국 중부의 근로자 계급 타운들에 활약하였다. 뮤지얼에 곁으로 그들은 디트로이트 타이거스의 알 칼라인, 시카고 컵스의 어니 뱅크스와 피츠버그 파이리츠의 로베르토 클레멘테를 포함한다. 이 확고한 상연자들 중의 아무도 보통적으로 알려진 수퍼스타들의 지위를 달성하지 않았다. 만약 뮤지얼이 뉴욕에서 활약하였다면 그는 자신 세대의 거대한 타자로서 넓게 알려졌을 것이다.
자신의 7개의 타구 타이틀을 옆으로 뮤지얼은 장타율에서 6회, 출루율에서 6회, 안타에서 6회, 2루타에서 8회, 3루타에서 5회, 득점에서 5회, 타점에서 2회와 4구에 의한 출루에서 1회와 함께 내셔널 리그를 이끌었다. 1942년부터 1958년을 통하여 16개의 연속적 시즌들을 위하여 그는 .300점 이상을 타구하였으며, 타이 콥 만이 타구 평균 .300의 더욱 장기적인 연정 연승을 가졌다.
1959년 .300점을 안타하는 데 실패한 후, 뮤지얼은 은퇴하기로 숙고하였다. 카디널스는 새로운 젊은 1루수 빌 화이트를 가졌다. 그러나 뮤지얼은 방망이는 아직도 세력있었다. 그는 자신의 저서에 그만두려고 원하는 데 자신이 너무 많은 재미적인 안타들을 가졌다고 말하였다. 대신 그는 좌익수로 다시 옮기고, 나이와 부상들의 이유로 벤치에 앉아있었어도 4개의 더 많은 시즌들에서 활약하였다. 41세의 나이로 1962년 그는 19개의 홈런과 82개의 타점과 함께 .330점을 안타하였다. 1963년 시즌에 이어 그는 카디널스와 함께 22년간의 활약 후에 자신의 스파이크로 부상을 당하였다. 시즌의 마지막 날 그는 프레 경기의 식전에서 명예를 얻었고, 연설을 하고나서 경기에서 2개의 안타를 쳤다.

## 은퇴 이후

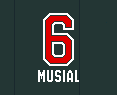
1963년 세인트루이스 카디널스에 의하여 영구 결번된 뮤지얼의 등번호 6

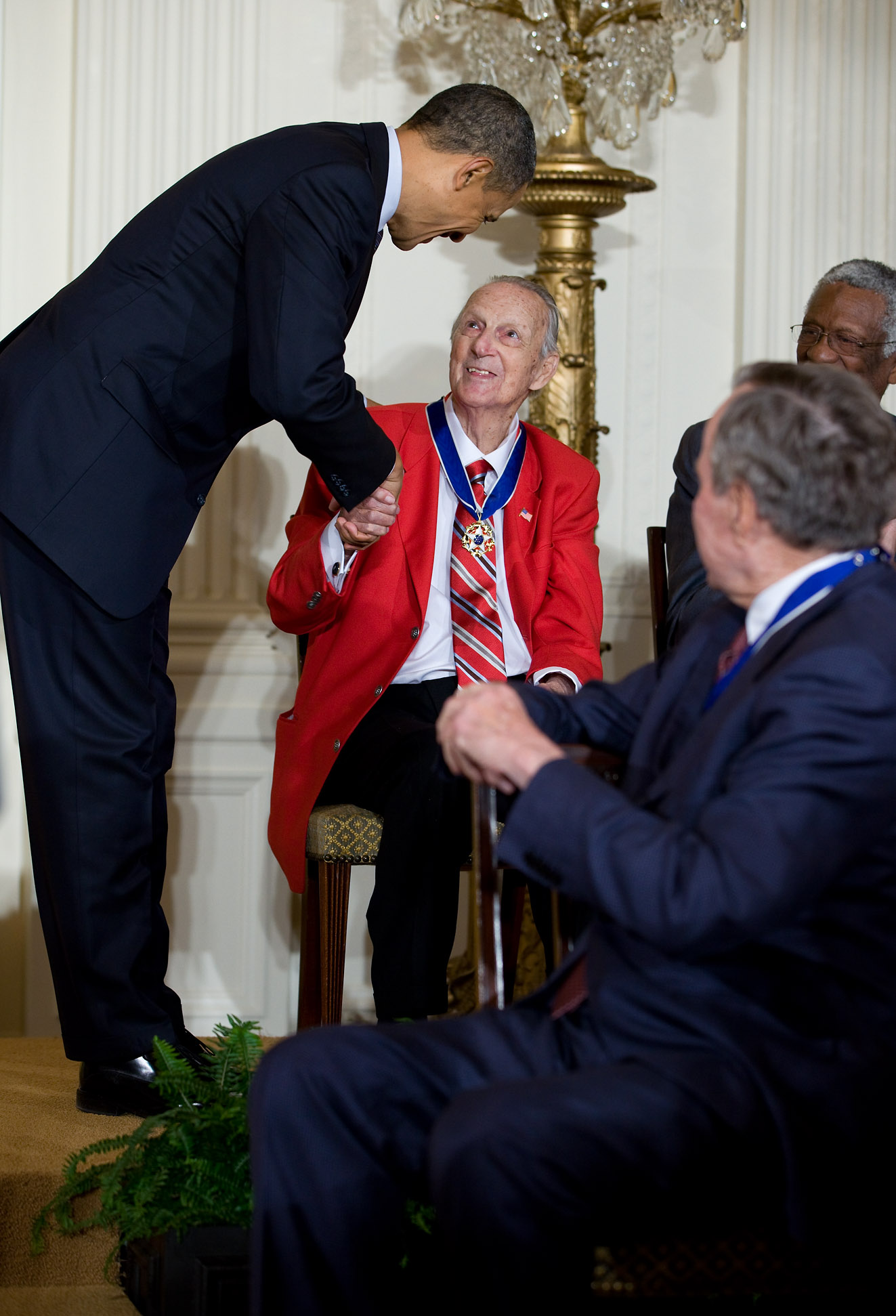
2011년 오바마 대통령으로부터 대통령 자유 훈장을 받는 뮤지얼

1964년 린든 B. 존슨 대통령은 뮤지얼을 신체 적성에 국민 회의의 국장으로 임명하였다. 1967년 뮤지얼은 하나의 시즌에 카디널스의 총지배인을 지냈다. 그의 친구 레드 쇼인딘스트가 감독으로서 카디널스는 내셔널 리그 챔피언십을 우승하고 월드 시리즈에서 레드삭스를 꺾었다.
1969년 뮤지얼은 미국 야구 명예의 전당으로 헌액되었다. 월리엄스 같이 뮤지얼은 야구 역사상 거대한 만능의 선수들의 하나로서 숙고되는 데 방어적 능력들로 속력을 필요로 한 유능한 타자였다. 그러나 보통 경기의 최고 타자로 숙고된 윌리엄스보다 뮤지얼이 더욱 성취된 명백한 선수라고 주장이 될 수 있었다. 더의 모든 방어적 분류에서 뮤지얼은 윌리엄스보다 더욱 높은 사상 통계치를 가지고 있다. 뮤지얼은 3630개와 함께 사상의 경력 안타들에서 4위를 하였고, 1949개의 매긴 득점들에서 8위, 725개와 함께 2루타에서 3위, 1951개의 타점에서 5위, 3026개의 활약한 경기에서 6위를 하였다. 뮤지얼은 3루타에서 177개와 함께 19위를 위한 동점이 매겨졌으나 그는 제2차 세계 대전 이후 활약한 선수들 중에 3루타에서 1위이다. 그리고 뮤지얼이 경기를 그만 둔 이래 토니 그윈이 뮤지얼의 .331점보다 더 높은 경력 타구 평균과 함께 은퇴하였다.
선수 생활로부터 은퇴한 후, 뮤지얼은 야구의 거대한 대사들 중의 하나가 되었다. 그는 해마다의 명예의 전당 헌액식과 다른 중요한 야구 이벤트들에 자주 나왔다. 부시 스타디움이 개장할 때 지방 야구 작가들이 뮤지얼을 위한 표창 만찬을 열고 경기장 외부에 그의 동상을 세우는 데 4만 달러를 모금하였다. 동상에는 "여기 야구의 완벽한 전사가 서있다. 여기 야구의 완벽한 기사가 서있다."라고 쓰여져 있다.

## 사망과 영예
은퇴 이후 지병인 알츠하이머병을 앓다가 2013년 1월 19일 라두에에 있는 자택에서 사망했으며, 공교롭게도 같은 날 미국의 유명 야구인인 얼 위버 또한 사망하였다.
그가 사망한지 6개월 후, 세인트루이스에서 일리노이주와 미주리주 사이의 미시시피강에 뻗어있는 주립 고속도로 70번지 다리는 "스탠 뮤지얼 베테랑스 기념 다리"의 공식적 이름을 받았다.